# Menno de Jong
Menno de Jong (ur. 17 marca 1984) – holenderski DJ i producent muzyki trance. Według rankingu DJ Mag Top 100 został sklasyfikowany na 61 miejscu.
Kariera Menno rozpoczęła się od wyprodukowanego przez niego singla Guanxi, który błyskawicznie przypadł do gustu samemu DJ Tiesto, Arminowi Van Buurenowi, Paulowi Van Dykowi, Above & Beyond, Johnowi Askew, Agnelli & Nelson, czy Johnowi 00 Flemmingowi. To właśnie dzięki swojej melodyjnej i trance’owej nucie zdołał zyskać sobie przychylność czołowych DJ-ów świata i to właśnie w ich setach de Jong był lansowany na wschodzącą gwiazdę. Dzięki internetowej dystrybucji tego singla (Anjunabeats) stał się popularny; jego Guanxi, a także późniejsza Tundra stały się często granymi utworami w "A State of Trance" Armina Van Buurena. Zarówno Tundra, jak i remix utworu So Serena Marka Ottena znalazły się w 2005 Year Megamixie van Buurena. Menno de Jong pres. Halcyon – Watermark, a także Myth – Millionfold otworzyły mu kolejny rozdział w karierze. To jego zaczęto remixować i tak pierwszym został Markus Schulz, którego wersja Millionfold znalazła się na 32 numerze DJ Mag.
Te wszystkie sukcesy umożliwiły mu dwie rzeczy: zaprzyjaźnił się z Jonasem Steurem (Estuera), z którym współpracuje przy Intuition Recordings, a także z którym prowadzi własne, cykliczne sety w Intuition Radio. Także występował gościnnie na antenach najsłynniejszych i najbardziej prestiżowych stacji trance’owych, z których Ministry of Sound i BBC Radio 1 Esstential Mix to największe typy.
Prawdziwy przełom w karierze Menno de Jonga nastąpił w 2005 roku. Wraz z Jonasem Steurem, a także Paulem Moelandsem (znanym bardziej jako Re:Locate) założył Intuition Recordings, którego pierwszym wydawnictwem był singiel Steura: Castamara/Silent Waves. Obydwa są często grane przez największych DJ-ów świata takich jak Tiesto, czy Armin.
Intuition Recordings podpisało kontrakt z ETN.fm oraz DI.fm, gdzie regularnie prezentuje swoje sety. Wzrastająca z miesiąca na miesiąc popularność pozwoliła młodemu Holendrowi wyrwać się ze swojego kraju i rozpocząć karierę światową. Do sukcesów należą występy w Stanach Zjednoczonych, a w szczególności w Waszyngtonie i Los Angeles. Popularność przyniosły mu też koncerty w Kanadzie, a także w Europie – największe kluby w Niemczech, Szwecji, czy Hiszpanii i Francji.